# Anton Kippenberg

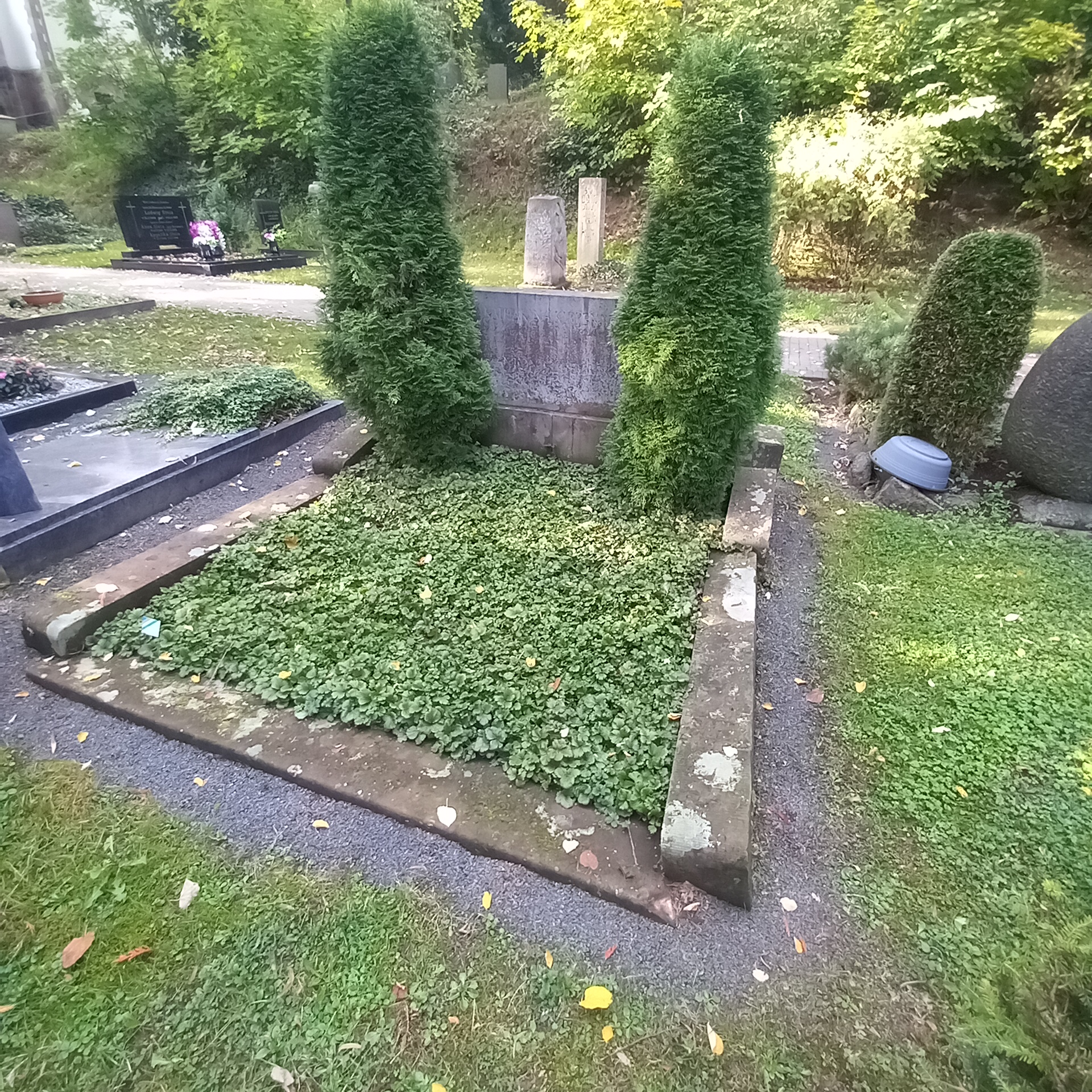
Das Grab von Anton Kippenberg und seiner Ehefrau Katharina auf dem Hauptfriedhof Marburg

Anton Hermann Friedrich Kippenberg (* 22. Mai 1874 in Bremen; † 21. September 1950 in Luzern) war ein deutscher Verleger und Goethe-Sammler. Von 1905 bis 1950 leitete er den Insel Verlag.

## Biografie

### Ausbildung
Kippenberg verbrachte seine Kindheits- und Jugendjahre in Bremen und wuchs mit weiteren neun Geschwistern auf. Sein Vater, August Kippenberg und seine Mutter Johanne Kippenberg waren Gründer und Leiter großer Bremer Schulanstalten. Nach dem Abschluss der Untersekunda beschloss Kippenberg 1890, eine Ausbildung bei der renommierten Bremer Buchhandlung Eduard Hampe in der Obernstraße zu beginnen.
Im Anschluss an seine Lehre ließ er sich in einer ausländischen Sortimentsbuchhandlung in Lausanne weiterbilden. Nebenbei schrieb er erste Artikel für die Weser-Zeitung und legte mit dem Ankauf der neusten Faust-Ausgabe von Sabatier unbewusst die Grundlage für seine zukünftige Goethe-Sammlung.
1894 verließ er Lausanne, um nach einer kurzen Reise nach Oberitalien ein vierteljähriges Volontariat bei der Kommissionsbuchhandlung K. F. Köhler in Leipzig zu absolvieren. Ein Jahr später trat er seine einjährige Dienstzeit als Wehrpflichtiger in Bremen an und versuchte anschließend wieder, ins Ausland zu gehen. Das Vorhaben scheiterte, dafür bekam er jedoch ein Angebot vom wissenschaftlichen Verlag Wilhelm Engelmann aus Leipzig, der ihm die Leitung der Sortimenter-Konten anbot. Er nahm diese Anstellung an, um in der damaligen Metropole des Buchhandels erst einmal Fuß zu fassen. Die folgenden anderthalb Jahre arbeitete er in Vollzeittätigkeit hier, bis es ihn 1898 schließlich an die Leipziger Universität drängte.
Nachdem er seinen Schulabschluss nachgeholt hatte, immatrikulierte er sich an der Alma Mater Lipsiensis, wo er im Hauptfach Germanistik und als Nebenfächer Musikgeschichte, Romanistik und Ästhetik belegte. Nebenbei arbeitete er weiter als Prokurist bei Wilhelm Engelmann, den er erst mit der Übernahme des Insel Verlags 1905 verließ. In dieser Zeit knüpfte der zukünftige Verleger auch die ersten Kontakte zur Firma H. F. Jütte, die später vor allem die qualitativ hochwertige Vervielfältigung von Bildbänden der Insel-Bücherei im Mehrfarbdruck übernehmen sollte.
Im Sommer 1901 reichte er seine Dissertation über Die Sage vom Herzog von Luxemburg ein und beendete die akademische Ausbildung mit dem Titel „Doctor Philosophiae et Magister Artium“.

### Kippenberg und der Insel Verlag
Als ihm 1905 die Leitung des sechs Jahre zuvor gegründeten Insel Verlags angetragen wurde, zögerte er nicht, da er schon länger in einen künstlerisch-literarischen Verlag wechseln wollte. Gemeinsam mit Carl Ernst Poeschel, den Kippenberg schon 1902 kennengelernt hatte, leitete er nun den Verlag, der aus der gleichnamigen Zeitschrift hervorgegangen war. Noch im selben Jahr heiratete er Katharina von Düring (1876–1947), die ihm auf einer Tagung der Goethe-Gesellschaft in Weimar begegnet war. Sie wurde seine treuste Mitarbeiterin und trat als Übersetzerin sowie Herausgeberin hervor.
Bereits 1906 schied Poeschel aus dem Verlag aus und Kippenberg übernahm nun die alleinige Leitung des Unternehmens, welches er in den kommenden Jahren zu einem der führenden Literatur-Verlage in Deutschland ausbaute. Ferner legte er schon zu Beginn die literarischen Schwerpunkte des Hauses fest; die Werke Goethes und Rainer Maria Rilkes sollten die Basis für sein zukünftiges Schaffen bilden. Zu weiteren Autoren zählte der Verlag Stefan Zweig, Friedrich Nietzsche, Alfred Mombert, Ricarda Huch, Hugo von Hofmannsthal, Giovanni di Boccaccio und Rudolf Alexander Schröder. Die Grundlage für Kippenbergs Erfolg waren seine Ader für literarische Qualität wie für die Vorlieben der Leserschaft, kaufmännische Gewandtheit und eine dem Text adäquate, zeitgerechte Buchgestaltung.
1909 veröffentlichte er den Volks-Goethe (Hg. Erich Schmidt). 1912 gründete er nach der Projektidee von Stefan Zweig die weltberühmte Insel-Bücherei. Bevor er während des Ersten Weltkrieges eingezogen wurde und von 1914 bis 1918 die Kriegszeitung der 4. Armee herausbrachte, erschien 1913 der erste Katalog der Sammlung Kippenberg. Rilke empfahl Kippenberg in einem Brief vom 3. Februar 1914 den drei Monate zuvor erschienenen französischen Erstlingsroman eines unbekannten Autors aus dem kleinen Verlag Éditions Bernard Grasset, welcher eher negative Rezensionen erhalten hatte, und forderte ihn auf, sich unverzüglich die Übersetzungsrechte für den Insel-Verlag zu sichern. Kippenberg überging Rilkes Ratschlag. Es handelte sich um Du côté de chez Swann, die erste Ausgabe des ersten Bandes der Romanfolge Auf der Suche nach der verlorenen Zeit von Marcel Proust.
Die nächsten zwei Jahrzehnte widmete er sich ganz der Arbeit im Verlag. Das Hauptgebäude des Verlages wurde im Dezember 1943 bei einem Bombenangriff zerstört. Ein Jahr später, im Februar 1945, wurde auch das Privathaus Kippenbergs in Leipzig-Gohlis bei einem Luftangriff zerbombt, in dem er den Verlagsbetrieb vorübergehend weitergeführt hatte. Seinen Wohnsitz hatte er bei Kriegsende auf dem am Ostrand des Harzes gelegenen Schloss Walbeck in Hettstedt.
Er konnte die Amerikaner vor dem Heranrücken der sowjetischen Truppen von der Wichtigkeit seiner Goethe-Sammlung überzeugen, die zuvor nach Thüringen und Sachsen ausgelagert worden war. Die US-Alliierten brachten die Sammlung schließlich am 22. Juni 1945 aus den Depots in Rochlitz, Waldenburg und Weimar in den Marburg Central Collecting Point. Heute wird sie als die größte und bedeutendste private Goethe-Sammlung im Goethe-Museum in Düsseldorf weitergeführt.
Kippenbergs Vater, seine Mutter und sein Bruder Hermann August Kippenberg (1869–1952) leiteten ein privates Lehrerinnenseminar, ab 1868 Lehranstalt für erwachsene Töchter und Lehrerinnenseminar, aus dem das staatliche Kippenberg-Gymnasium an der Schwachhauser Heerstraße in Bremen hervorging.
Kippenberg ist auch als Autor hervorgetreten und hat u. a. Schüttelreime verfasst und unter dem Anagramm Benno Papentrigk veröffentlicht. Sein Nachlass befindet sich im Deutschen Literatur-Archiv in Marbach.

### Ehrungen
- Im Dezember 1914 erhielt Kippenberg für seine organisatorische Tätigkeit und sein finanzielles Engagement bei der Durchführung der Internationalen Ausstellung für Buchgewerbe und Graphik (Bugra) in Leipzig den Königlich-Sächsischen Staatspreis.
- 1932 erhielt er vom Reichspräsidenten Paul von Hindenburg die Goethe-Medaille für Kunst und Wissenschaft. Er übernahm fünf Jahre später das Präsidentenamt der Goethe-Gesellschaft in Weimar und wurde damit Nachfolger von Julius Petersen.
- 1937 wurde er Ehrenbürger der Stadt Weimar.[7]
- 1939 erhielt er die Goethe-Plakette der Stadt Frankfurt am Main.
- 1949 wurde er Ehrenbürger der Hansestadt Bremen.
- 1949/50 wurde er zum Ehrensenator der Philipps-Universität Marburg ernannt.
- 2001 wurde in Leipzig die frühere Gelbkestraße nach ihm benannt.
- Nach ihm wurde die Kissen-Aster Aster dumosus ‘Prof. Anton Kippenberg’ benannt.[8]

### Werke
- Die Sage vom Herzog von Luxemburg und die geschichtliche Persönlichkeit ihres Trägers. Dissertation, Leipzig 1901
- Benno Papentrigk (Pseudonym): Schüttelreime. Insel Verlag, Leipzig 1939 (1942: Insel-Bücherei Nr. 219/3)
- Geschichten aus einer alten Hansestadt. Insel Verlag, Leipzig 1941